# Syzygium korthalsianum
Syzygium korthalsianum är en myrtenväxtart som först beskrevs av Friedrich Anton Wilhelm Miquel, och fick sitt nu gällande namn av Friedrich Anton Wilhelm Miquel. Syzygium korthalsianum ingår i släktet Syzygium och familjen myrtenväxter. Inga underarter finns listade i Catalogue of Life.